# Ruslan Salej
Ruslan Albertovitj Salej (vitryska: Руслан Салей, Ruslan Salej), född 2 november 1974 i Minsk, Vitryssland, död 7 september 2011 i Jaroslavl, Ryssland, var en vitrysk ishockeyspelare (back) som spelade i NHL för Colorado Avalanche, Anaheim Mighty Ducks, Florida Panthers och Detroit Red Wings.
Han spelade i NHL från 1996 till 2011 och noterades för 204 poäng på 916 spelade matcher.
Ruslan Salej fanns med i Belarus landslag under OS 2002 då man mycket överraskande slog ut Sverige i kvartsfinalen, vilket också är Belarus största framgång i ishockey. Han har även representerat sitt land vid flera andra turneringar.

## Död
Salej var den 7 september 2011 ombord på ett passagerarflygplan som havererade i staden Jaroslavl klockan 16:05 MSK under en flygning mellan Yaroslavl-Tunoshna Airport (IAR) och Minsk-1 International Airport (MHP). Hans lag Lokomotiv Jaroslavl var på väg till en bortamatch i Minsk. Efter att planet lyfte från flygplatsen kunde det inte nå tillräckligt hög höjd och havererade in i en ledning innan det störtade i floden Volga.